# Уничтожение шиитских мечетей во время восстания в Бахрейне

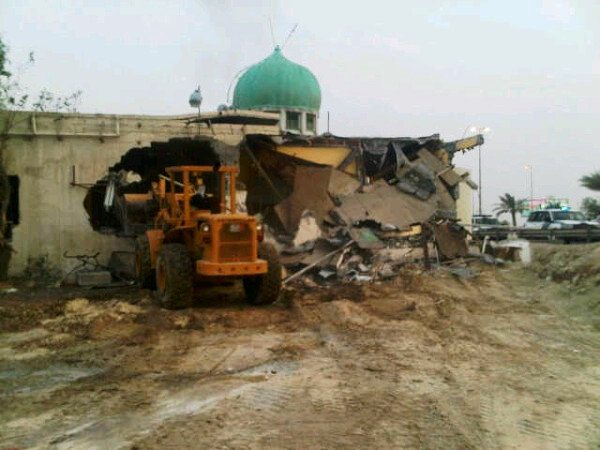
Мечеть шейха Мухаммеда аль-Барбаги, возраст которой составлял около 400 лет, была разрушена бульдозером

В период восстания в Бахрейне по распоряжению суннитского меньшинства, находящегося у власти в Бахрейне, было уничтожено 43 шиитских мечети и десятки других мест религиозного поклонения шиитов, включая хусейнии, гробницы и усыпальницы.
По мнению жителей Бахрейна, уничтожение мечетей осуществлялось в качестве мести за протесты против правительства, в свою очередь, министр юстиции Бахрейна Халид бен Али бен Абдулла Аль-Халифа заявил, что разрушались только сооружения, построенные без разрешения властей.
Бахрейнский центр по правам человека заявил, что действия правительства Бахрейна являются «актом геноцида согласно конвенции ООН о геноциде».

## Разрушение
В июле 2011 года иранские СМИ сообщили, что в Бахрейне были уничтожены по меньшей мере 52 мечети и более 500 других мест религиозного поклонения. Была уничтожена мечеть Мухаммеда аль-Барбаги, возраст которой оставлял около 400 лет. В деревне Нувейдрат, в которой начались протесты, приведшие к восстанию, было уничтожено множество мечетей. Была уничтожена усыпальница в которой покоилось тело духовного лидера бахрейнских шиитов Абдул Амира аль-Джамри. На обломках некоторых разрушенных мечетей были сделаны надписи, оскорбляющие шиитов и их верования. Также была повреждена мечеть Саса бен Савхана, находившаяся в деревне Аскар, эта мечеть была построена вскоре после смерти пророка Мухаммеда.

## Реакция
В мае 2011 года многие духовные лидеры бахрейнских шиитов, включая Ису Касима, осудили действия правительства охарактеризовав их как «бесстыдное разрушение мечетей». Позднее Касим заявил, что правительство должно отстроить заново разрушенные мечети. Правительство Бахрейна в ответ объявило, что разрушает «не мечети, а нелегально построенные сооружения» . Шейх Али Салман, член оппозиционной партии «аль-Вифак», комментируя это заявление правительства, указал на то, что возраст некоторых уничтоженных мечетей составлял 20-30 лет или даже больше. Позднее представители «аль-Вифак», заявили, что «любая попытка представить это [разрушение мечетей] как законные действия не будет ни объективной ни убедительной».
Госдеп США выразил обеспокоенность данными событиями. Президент США Барак Обама заявил, что «в Бахрейне никогда не должны уничтожаться шиитские мечети».
Хьюман Райтс Вотч заявило, что совпадение обеспокоенности правительства Бахрейна легальностью мечетей с началом протестов выглядит подозрительно. Организация «Human Rights First» отметила, что уничтожение мечетей вызвало демонстрации по всему арабскому миру и могут привести к ухудшению суннитско-шиитских отношений. По её словам «разрушение мечетей лишь усугубит ситуацию, и не восстановит стабильность».

## Последствия
В январе 2012 года правительство Бахрейна заявило, что оно планирует отстроить заново 12 разрушенных шиитских мечетей. В декабре того же года полиция воспрепятствовала жителям деревни Нувейдрат, которые самостоятельно пытались восстановить разрушенные мечети.